# ريمي بون
ريمي بون (بالفرنسية: Rémy Bonne)‏ هو لاعب كرة قدم فرنسي في مركز الدفاع، ولد في 26 يناير 1989 في نيم في فرنسا. لعب مع نادي أرليه أفينيون ونادي لانس.

## وصلات خارجية
- ريمي بون على موقع رابطة كرة القدم الفرنسية للمحترفين (الإنجليزية)
- ريمي بون على موقع قاعدة بيانات كرة القدم.إي يو (الإنجليزية)
- ريمي بون على موقع Soccerway.com (الإنجليزية)
- ريمي بون على موقع AS.com (الإسبانية)